# 容·达尔·托马森
容·达尔·托马森（Jon Dahl Tomasson，1976年8月29日—），一名已退役的丹麥職業足球運動員，司職前鋒及攻擊中場。現為瑞典國家足球隊的主帥。
他成名於荷蘭球會飛燕諾，2002年協助奪得歐洲足協盃，翌年轉投意大利的AC米蘭，並且贏得2003年歐洲聯賽冠軍盃冠軍。他亦是2002年及2004年丹麥足球先生得主。
湯馬臣目前為丹麥國家足球隊上陣112場國際賽射入52球，和二十世紀初名將尼爾遜（Poul Nielsen）一同成為國家隊歷史上最多入球的球員。他曾代表丹麥出戰2002年世界盃足球賽，並且取得四個入球。在2010年世界盃足球賽中射入該屆賽事丹麥最後一個入球。另外亦出席過兩屆歐洲國家盃。

## 球員生涯

### 早年時期
出生於哥本哈根的湯馬臣初次接觸足球，在於五歲時加入Solrød BK少年隊，九歲時再轉到另一間較大的球會Køge BK。湯馬臣直至16歲時才正式被獲得重用，初時他為球隊出戰低組別賽事及丹麥乙組足球聯賽，1992年至1994年的三年間，Køge BK由原本只是位列丹麥第五級別聯賽躍升上為丹麥第三級別聯賽，在這三年間湯馬臣一共上陣55場射入38球，寂寂無名的他因而獲得荷蘭的海倫芬賞識，於1994年12月以18歲之齡加盟該支甲組聯賽球會。效力首季他為球隊上陣30場聯賽射入14球，翌年他再替海倫芬射入18球，只在短短兩年他的表現非常優異，不但使湯馬臣首次獲得召入丹麥國家足球隊，亦吸引多間大球會的興趣，最終英超球會紐卡素於1997年以二百五十萬英鎊成功購入湯馬臣。

### 加盟喜鵲
在紐卡素時，湯馬臣由原本擅長所踢的攻擊中場被轉為前鋒球員，在首場聯賽主場迎戰錫菲聯，他迅即為球隊貢獻一個助攻，協助紐卡素以二比一擊敗對方，可惜湯馬臣在後期發現體力所限加上未能成功融入球隊，只能在23場聯賽射入3個入球，而球隊在當屆聯賽取得第十六名，幾乎要降班收場，這時處於球員生涯最低潮的湯馬臣被迫令他落選丹麥在1998年世界盃足球賽大軍名單。

### 重返荷蘭
經過一年不如意的英超生活後，1998年7月決定重返荷蘭，加盟當地勁旅飛燕諾。在效力首季他再度改踢攻擊中場之下，成功地重拾效力海倫芬的風采，不但為飛燕諾重奪失落六年的荷蘭甲組足球聯賽冠軍，及後更以三比二擊敗阿積士第二度贏得荷蘭超級盃冠軍，湯馬臣因此獲被重召入丹麥國家足球隊，在2000年歐洲國家盃外圍賽中的7場比賽中射入6球，令他迅速地在國家隊建立一個重要的位置，最終丹麥在附加賽階段，兩回合以八比零擊敗以色列出線2000年歐洲國家盃決賽週，其中湯馬臣八球中射入三球而成為出線功臣。在2000年歐洲國家盃決賽週分組賽中，丹麥不幸地處於有「死亡之組」的D組（同組對手為實力相當不俗的法國、荷蘭及捷克），最後丹麥在一球不入兼三戰全敗完成賽事。

### 歐洲足協盃
2002年，是湯馬臣職業生涯最成功的一年。飛燕諾在歐聯分組賽以第三名而轉戰歐洲足協盃，湯馬臣在賽事中帶領球隊先後戰勝德國的弗賴堡、蘇格蘭的格拉斯哥流浪、荷蘭的PSV燕豪芬以及意大利的國際米蘭，繼1970年後第二度晉級歐洲足協盃決賽。由於決賽地點早己決定於飛燕諾的主場—飛燕諾球場（Feijenoord Stadion）舉行，因此令飛燕諾以主場身份出戰，決賽階段湯馬臣於五十分鐘建功為球隊將比數三比一，飛燕諾最終以三比二擊敗對手多蒙特，湯馬臣則成為比賽的最佳球員。2002年暑假，湯馬臣與飛燕諾的合約到期，隨著歐洲足協盃的成功得到意大利勁旅AC米蘭以自由轉會邀請加盟。同時湯馬臣獲丹麥國家足球隊入選出席2002年世界盃足球賽，賽事中他更取得四個入球。

### AC米蘭
在效力首個球季，由於AC米蘭擁有舍甫琴科及里瓦尔多在陣，托马森大多數淪為球隊後備，出場機會少之又少，但他在歐洲聯賽冠軍盃取得三個入球，更壓倒尤文图斯而贏得賽事冠軍。翌年AC米蘭獲得意大利超級盃冠軍，里瓦尔多的離隊令托马森獲得多番的上陣機會，並且射入12球協助球隊成功衛冕意甲聯賽冠軍。隨後托马森代表丹麥出席2004年歐洲國家盃，在3場分組賽比賽中貢獻3個入球，從而入選賽事最佳陣容。
2004年至05年球季，托马森雖然在AC米蘭仍然未獲重用，但表現總算理想，2005年歐洲聯賽冠軍盃決賽迎戰利物浦，互射十二碼階段中他成功在第三輪射入，可惜AC米蘭其中兩球十二碼被對方門將杜德克撲出，終而失落歐冠杯冠軍。2005年7月，前意大利國家隊射手维耶里由國際米蘭轉投AC米蘭，托马森自知難以繼續取得上陣，決定離開意大利加盟德甲球會史特加。
在史特加，托马森能夠夥拍丹麥國家隊隊友格伦夏尔（Jesper Grønkjær）迎戰2005年至06年德甲聯賽，但在該季他沒有為球隊帶來成功的球季，最終史特加在聯賽只能取得第九名，即使托马森為求突破自己而奮力為球隊創造機會。2006年暑假，英冠球會伯明翰有意收購托马森，不過他沒有因表現欠佳而選擇離開史特加。

### 登陸四大聯賽
2007年1月24日，湯馬臣獲被外借西班牙甲組聯賽球會維拉利爾，以代替受傷多月的土耳其前鋒尼赫治（Nihat Kahveci），他在面對皇家馬德里時後備入替首度上陣 ，令他成為第五位先後效力過歐洲四大頂級聯賽（包括西班牙甲組聯賽、意大利甲組聯賽、英格蘭超級聯賽及德國甲組聯賽）球會的球員，之前能夠達成該項紀錄的四名球員包括樸比斯古（Gheorghe Popescu），弗洛林·勒杜乔尤（Florin Răducioiu）、（Abel Xavier）及禾美（Pierre Wome）。

## 執教生涯

### 早期教練生涯
湯馬臣於 2011 年 6 月 6 日在荷蘭維迪斯退役，並成為荷蘭精英隊的助理教練。他在2013-14球季開始時成為球會的主教練,他的處子秀是在主場以 2-2 打和靴蒙特。他帶領精英隊打入荷蘭杯16 強，但於 12 月 17 日在主場以 2-1 輸給了施禾利。
荷甲球隊洛達於2013年12月15日解雇了他們的主教練 Ruud Brood，並在 11 天后簽下了湯馬臣，雙方簽訂了一份為期3.5年的合同於2014年1月3日起生效。15天后，他在老東家海倫芬 2-2 打和了他的處子秀。但在本賽季下半賽季降班後，於 2014 年 5 月 26 日被解僱。
2015年6月19日，湯馬臣被任命為維迪斯的新助理領隊。2016年3月7日，他被任命為丹麥國家隊助理教練。

### 馬模FF
2020年1月5日，湯馬臣被任命為瑞典超級足球聯賽球隊馬模FF的新任領隊，他在球會的第一個球季就帶領球隊獲得了2020年瑞超冠軍，為馬模贏得了第21次瑞典聯賽冠軍。
在2021年帶領馬模第二個球季，他在歐冠頭四圈資格賽中取得成功，包括在第三輪擊敗蘇格蘭的格拉斯哥流浪和在第四輪擊敗保加利亞的盧多格德斯後，將球隊帶入了歐冠分組賽, 與意甲祖雲達斯, 英超及該屆歐冠冠軍車路士及俄超辛尼特同組, 最終分組賽1和5負出局。2021年12月,湯馬臣帶領馬模衛冕瑞超冠軍。12月30日，他應自己的要求離開球隊。

### 布力般流浪
2022 年 6 月 14 日，湯馬臣被任命為英冠布力般流浪的新任主教練。 他在球會簽署了一份為期三年的合同，並表示：「我非常自豪和興奮能夠接任布力般流浪的主教練——這間球會有著很多傳統和雄心壯志。」他的7月30日首場正式領軍比賽，憑藉隊長查維斯禁區頂遠射破網，主場 1-0 擊敗昆士柏流浪旗開得勝。
在2023-2024年球季, 因為戰績不佳, 一直有呼聲要求湯馬臣下台. 湯馬臣終於在2024年2月9日和球會達成協議離開.

### 瑞典
湯馬臣被任命瑞典國家足球隊的新任主教練,是瑞典國家足球隊史上首位外藉主教練。

## 職業數據
以下是湯馬臣至2009/10球季為止的職業數據︰
| 賽季    | 球會         | 上陣 | 入球 | 聯賽           |
| ------- | ------------ | ---- | ---- | -------------- |
| 1992    | BK科格       | 2    | 0    |                |
| 1993    | BK科格       | 20   | 10   |                |
| 1994    | BK科格       | 33   | 27   |                |
| 1994/95 | 海倫芬       | 16   | 5    | 荷蘭甲組聯賽   |
| 1995/96 | 海倫芬       | 30   | 14   | 荷蘭甲組聯賽   |
| 1996/97 | 海倫芬       | 32   | 18   | 荷蘭甲組聯賽   |
| 1997/98 | 紐卡素       | 23   | 3    | 英格蘭超級聯賽 |
| 1998/99 | 飛燕諾       | 33   | 13   | 荷蘭甲組聯賽   |
| 1999/00 | 飛燕諾       | 28   | 10   | 荷蘭甲組聯賽   |
| 2000/01 | 飛燕諾       | 31   | 15   | 荷蘭甲組聯賽   |
| 2001/02 | 飛燕諾       | 30   | 17   | 荷蘭甲組聯賽   |
| 2002/03 | AC米蘭       | 20   | 4    | 意大利甲組聯賽 |
| 2003/04 | AC米蘭       | 26   | 12   | 意大利甲組聯賽 |
| 2004/05 | AC米蘭       | 30   | 6    | 意大利甲組聯賽 |
| 2005/06 | 史特加       | 26   | 8    | 德國甲組聯賽   |
| 2006/07 | 史特加       | 4    | 0    | 德國甲組聯賽   |
| 2006/07 | 比利亞雷阿爾 | 11   | 4    | 西班牙甲組聯賽 |
| 2007/08 | 比利亞雷阿爾 | 25   | 3    | 西班牙甲組聯賽 |
| 2008/09 | 飛燕諾       | 13   | 9    | 荷蘭甲組聯賽   |
| 2009/10 | 飛燕諾       | 24   | 11   | 荷蘭甲組聯賽   |
| TOTAL   | TOTAL        | 457  | 189  |                |

## 國際賽入球
以下紀錄湯馬臣截至2010年6月24日的代表丹麥出戰國際賽時所射的入球。
| #  | 日期           | 地點               | 對手       | 入球 | 比數     | 賽事性質               |
| -- | -------------- | ------------------ | ---------- | ---- | -------- | ---------------------- |
| 1  | 1999年6月9日   | 英格蘭利物浦       |            | 1-0  | 2-0      | 2000年歐洲國家盃外圍賽 |
| 2  | 1999年9月4日   | 丹麥哥本哈根       | 瑞士       | 2-1  | 2-1      | 2000年歐洲國家盃外圍賽 |
| 3  | 1999年9月8日   | 意大利拿玻里       | 義大利     | 3-2  | 3-2      | 2000年歐洲國家盃外圍賽 |
| 4  | 1999年11月13日 | 以色列特拉維夫     | 以色列     | 1-0  | 5-0      | 2000年歐洲國家盃外圍賽 |
| 5  | 1999年11月13日 | 以色列特拉維夫     | 以色列     | 2-0  | 5-0      | 2000年歐洲國家盃外圍賽 |
| 6  | 1999年11月17日 | 丹麥哥本哈根       | 以色列     | 3-0  | 3-0      | 2000年歐洲國家盃外圍賽 |
| 7  | 2000年3月29日  | 葡萄牙萊里亞       | 葡萄牙     | 1-0  | 1-2      | 友誼賽                 |
| 8  | 2000年6月3日   | 丹麥哥本哈根       | 比利时     | 1-0  | 2-2      | 友誼賽                 |
| 9  | 2000年9月2日   | 冰島雷克亞維克     | 冰島       | 1-1  | 2-1      | 2002年世界盃外圍賽     |
| 10 | 2001年5月25日  | 丹麥哥本哈根       | 斯洛維尼亞 | 2-0  | 3-0      | 友誼賽                 |
| 11 | 2001年6月2日   | 丹麥哥本哈根       | 捷克       | 2-1  | 2-1      | 2002年世界盃外圍賽     |
| 12 | 2001年9月5日   | 保加利亞索菲亞     | 保加利亚   | 1-0  | 2-0      | 2002年世界盃外圍賽     |
| 13 | 2001年9月5日   | 保加利亞索菲亞     | 保加利亚   | 2-0  | 2-0      | 2002年世界盃外圍賽     |
| 14 | 2002年4月17日  | 丹麥哥本哈根       | 以色列     | 2-0  | 3-1      | 友誼賽                 |
| 15 | 2002年5月17日  | 丹麥哥本哈根       | 喀麦隆     | 2-0  | 2-1      | 友誼賽                 |
| 16 | 2002年6月1日   | 南韓蔚山           | 乌拉圭     | 1-0  | 2-1      | 2002年世界盃           |
| 17 | 2002年6月1日   | 南韓蔚山           | 乌拉圭     | 2-0  | 2-1      | 2002年世界盃           |
| 18 | 2002年6月6日   | 南韓大邱           | 塞内加尔   | 1-0  | 1-1      | 2002年世界盃           |
| 19 | 2002年6月11日  | 南韓仁川           | 法國       | 2-0  | 2-0      | 2002年世界盃           |
| 20 | 2002年9月7日   | 挪威奧斯陸         | 挪威       | 1-0  | 2-2      | 2004年歐洲國家盃外圍賽 |
| 21 | 2002年9月7日   | 挪威奧斯陸         | 挪威       | 2-1  | 2-2      | 2004年歐洲國家盃外圍賽 |
| 22 | 2002年10月12日 | 丹麥哥本哈根       | 盧森堡     | 1-0  | 2-0      | 2004年歐洲國家盃外圍賽 |
| 23 | 2002年11月20日 | 丹麥哥本哈根       | 波蘭       | 1-0  | 2-0      | 友誼賽                 |
| 24 | 2003年2月12日  | 埃及開羅           | 埃及       | 2-1  | 4-1      | 友誼賽                 |
| 25 | 2003年3月29日  | 羅馬尼亞布加勒斯特 | 羅馬尼亞   | 3-2  | 5-2      | 2004年歐洲國家盃外圍賽 |
| 26 | 2003年9月10日  | 丹麥哥本哈根       | 羅馬尼亞   | 1-0  | 2-2      | 2004年歐洲國家盃外圍賽 |
| 27 | 2003年11月16日 | 英格蘭曼徹斯特     | 英格兰     | 3-2  | 3-2      | 友誼賽                 |
| 28 | 2004年5月30日  | 愛沙尼亞塔林       | 爱沙尼亚   | 1-0  | 2-2      | 友誼賽                 |
| 29 | 2004年6月18日  | 葡萄牙布拉加       | 保加利亚   | 1-0  | 2-0      | 2004年歐洲國家盃       |
| 30 | 2004年6月22日  | 葡萄牙波圖         | 瑞典       | 1-0  | 2-2      | 2004年歐洲國家盃       |
| 31 | 2004年6月22日  | 葡萄牙波圖         | 瑞典       | 2-1  | 2-2      | 2004年歐洲國家盃       |
| 32 | 2004年10月9日  | 阿爾巴尼亞地拉那   | 阿尔巴尼亚 | 2-0  | 2-0      | 2006年世界盃外圍賽     |
| 33 | 2004年10月13日 | 丹麥哥本哈根       | 土耳其     | 1-0  | 1-1      | 2006年世界盃外圍賽     |
| 34 | 2004年11月17日 | 格魯吉亞第比利斯   |            | 1-0  | 2-2      | 2006年世界盃外圍賽     |
| 35 | 2004年11月17日 | 格魯吉亞第比利斯   |            | 2-1  | 2-2      | 2006年世界盃外圍賽     |
| 36 | 2005年8月17日  | 丹麥哥本哈根       | 英格兰     | 2-0  | 4-1      | 友誼賽                 |
| 37 | 2005年9月7日   | 丹麥哥本哈根       |            | 4-1  | 6-1      | 2006年世界盃外圍賽     |
| 38 | 2005年10月12日 | 哈薩克阿拉木圖     |            | 2-0  | 2-1      | 2006年世界盃外圍賽     |
| 39 | 2006年5月27日  | 丹麥奧胡斯         | 巴拉圭     | 1-1  | 1-1      | 友誼賽                 |
| 40 | 2006年9月1日   | 丹麥邦比           | 葡萄牙     | 1-0  | 4-2      | 友誼賽                 |
| 41 | 2006年9月6日   | 冰島雷克亞維克     | 冰島       | 2-0  | 2-0      | 2008年歐洲國家盃外圍賽 |
| 42 | 2006年10月11日 | 列支敦斯登瓦都茲   | 列支敦斯登 | 3-0  | 4-0      | 2008年歐洲國家盃外圍賽 |
| 43 | 2006年10月11日 | 列支敦斯登瓦都茲   | 列支敦斯登 | 4-0  | 4-0      | 2008年歐洲國家盃外圍賽 |
| 44 | 2007年2月6日   | 英格蘭倫敦         |            | 1-0  | 3-1      | 友誼賽                 |
| 45 | 2007年2月6日   | 英格蘭倫敦         |            | 3-0  | 3-1      | 友誼賽                 |
| 46 | 2007年6月2日   | 丹麥哥本哈根       | 瑞典       | 2-3  | 賽事中斷 | 2008年歐洲國家盃外圍賽 |
| 47 | 2007年9月12日  | 丹麥奧胡斯         | 列支敦斯登 | 3-0  | 4-0      | 2008年歐洲國家盃外圍賽 |
| 48 | 2007年10月13日 | 丹麥奧胡斯         | 西班牙     | 1-2  | 1-3      | 2008年歐洲國家盃外圍賽 |
| 49 | 2007年10月17日 | 丹麥哥本哈根       | 拉脫維亞   | 1-0  | 3-1      | 2008年歐洲國家盃外圍賽 |
| 50 | 2007年11月21日 | 丹麥哥本哈根       | 冰島       | 2-0  | 3-0      | 2008年歐洲國家盃外圍賽 |
| 51 | 2007年2月6日   | 斯洛文尼亞采列     | 斯洛維尼亞 | 1-0  | 2-1      | 友誼賽                 |
| 52 | 2010年6月24日  | 南非羅斯頓堡       | 日本       | 1-2  | 1-3      | 2010年世界盃           |

他创造了丹麦队的辉煌

## 榮譽
本土賽事
- 1998年至99年 荷甲聯賽冠軍(飛燕諾時代)
- 1998年至99年 荷蘭超級盃(飛燕諾時代)
- 2002年至03年 意大利杯(AC米蘭時代)
- 2003年至04年 意甲聯賽冠軍(AC米蘭時代)
- 2003年至04年 意大利超級杯(AC米蘭時代)
- 2006年至07年 德甲聯賽冠軍(史特加時代)

歐洲賽
- 2001年至02年 歐洲足協杯(飛燕諾時代)
- 2002年至03年 歐洲聯賽冠軍杯(AC米蘭時代)

個人獎項
- 1994年丹麥最佳年青球員(19歲以下)[9]
- 1996年荷蘭最佳年青球員(告魯夫獎)(21歲以下)[10]
- 2002年及2004年丹麥足球先生[11]
- 2002年世界盃銅靴獎(4球)
- 2004年歐洲國家盃最佳陣容[12]

## 資料來源
1. ↑  WORLD CUP | Squad | Jon Dahl Tomasson （页面存档备份，存于）, BBC Sport, April 8, 2002
2. 1 2  Kristine Wilkens, "Jon Dahl tilbage på vant plads", Berlingske Tidende, June 20, 1998
3. ↑  Feyenoord boost Dutch （页面存档备份，存于）, BBC體育, 2002年5月8日
4. ↑  Tomasson hands Trapattoni a lifeline （页面存档备份，存于）, Soccernet, 2005年10月21日
5. ↑  （西班牙文） . 2007-01-24  [2007-02-12]. （原始内容存档于2007-01-28）.
6. ↑   . Football-Lineups.com.   [2007-01-31].
7. ↑  Striker Tomasson heading to Villareal on loan（湯馬臣外借至維拉利爾） （页面存档备份，存于）, Soccernet, January 24, 2007
8. ↑  Voetbal International - Jon Dahl Tomasson profile （页面存档备份，存于）, accessed on 3 Aug 2010
9. ↑  .   [2010-07-24]. （原始内容存档于2018-12-12）.
10. ↑  .   [2010-08-03]. （原始内容存档于2015-03-17）.
11. ↑  .   [2010-07-24]. （原始内容存档于2013-11-05）.
12. ↑  2004年歐洲國家盃 最佳陣容 （英文）

## 外部連結
- 丹麥國家隊有關資料（页面存档备份，存于）
- 史特加有關資料[永久]
- 德國生涯有關資料（页面存档备份，存于）